# Ljusstark jätte
En ljusstark jätte är en stjärna enligt Yerkes klassindelning II av luminositet, även kallat MKK-systemet av efternamnen på utvecklarna från Yerkesobservatoriet. 
Stjärnorna i klass II befinner sig med avseende på sitt stjärnspektrum mellan vanliga jättar och superjättar.

## Exempel på ljusstarka jättar
- Alphard (Alfa Hydrae): en orange (K-typ) ljusstark jätte
- Beta Capricorni (Dabih): en orange (K-typ) ljusstark jätte
- Epsilon Canis Majoris (Adhara): en blå (B-typ) ljusstark jätte
- Muliphein (Gamma Canis Majoris) en blå (B-typ) ljusstark jätte
- Pherkad (Gamma Ursae Minoris): en vit (A-typ) ljusstark jätte
- Omikron Scorpii: en vit (A-typ) ljusstark jätte
- Rasalgethi (Alfa Herculis): en röd (M-typ) ljusstark jätte
- Rastaban (Beta Draconis): en gul (G-typ) ljusstark jätte
- Sargas (Theta Scorpii): en gulvit (F-typ) ljusstark jätte